# بيركلورات السيزيوم
 فوق كلورات السيزيوم  مركب كيميائي له الصيغة CsClO4، ويكون على شكل بلورات عديمة اللون.

## الخواص
- ينحل فوق كلورات السيزيوم في الماء، كما ينحل في الإيثانول. يعد فوق كلورات السيزيوم أقل أملاح فوق كلورات الفلزات القلوية انحلالية. (يتبعه الروبيديوم، البوتاسيوم، الليثيوم، والصوديوم. يستفاد من هذه الخاصية من أجل الفصل بين الأملاح، حتى يمكن أن تستعمل من أجل التحليل الوزني.[5]

| درجة الحرارة (°س)       | 0   | 8.5  | 14   | 25    | 40    | 50   | 60   | 70   | 99    |
| الانحلالية (غ / 100 مل) | 0.8 | 0.91 | 1.91 | 1.974 | 3.694 | 5.47 | 7.30 | 9.79 | 28.57 |

- لبلورات كلورات السيزيوم خاصة استرطاب جيدة، فهي تتسيل بالتماس مع الهواء. وتكون لها بنية بلورية متعلقة بدرجة الحرارة، ففعند درجات حرارة أقل من 219°س تكون البنية معينة قائمة orthorhombic، أما عند درجات حرارة أعلى من 219 °س تكون البنية مكعبة.
- بالتسخين فوق 250°س يتفكك فوق كلورات السيزيوم إلى كلوريد السيزيوم.
- كمثل باقي أملاح فوق الكلورات، فإن لفوق كلورات السيزيوم خواص مؤكسدة، ويتفاعل مع المواد العضوية والعوامل المختزلة، ويمكن أن يكون التفاعل شديدا عند درجات حرارة مرتفعة.

## الاستخدامات
تستخدم خاصية ضعف انحلالية فوق كلورات السيزيوم مقارنة مع أملاح فوق كلورات الفلزات القلوية في الكشف عن عنصر الفرانسيوم
، حيث يترسب فوق كلورات الفرانسيوم بشكل مشترك مع فوق كلورات السيزيوم.